# 1997 UE25
1997 UE25 är en asteroid i huvudbältet som upptäcktes den 27 oktober 1997 av den japanska astronomen Satoru Otomo i Kiyosato.
Asteroiden har en diameter på ungefär 11 kilometer.